# Acquapendente
Acquapendente è un comune italiano di 5 208 abitanti della provincia di Viterbo, il secondo più settentrionale del Lazio.

## Geografia fisica

### Territorio
Il territorio di Acquapendente è situato nell'estremo nord del Lazio, al confine con le regioni Toscana (i cui confini per un tratto sono segnati dal lago di San Casciano) e Umbria. Il comune dista poco più di 10 km dal lago di Bolsena. La cittadina è attraversata dalla via Cassia. Condivide con Picinisco, San Vittore del Lazio, Cittareale e Accumoli la particolarità di essere uno dei cinque comuni laziali il cui territorio comunale confina con più regioni diverse da quelle di appartenenza.
Acquapendente deve il suo nome al fatto di essere situata nei pressi di numerose piccole cascatelle che confluiscono nel fiume Paglia. Nel territorio comunale si erge il monte Rufeno presso il quale è stata istituita la riserva naturale Monte Rufeno che si trova sulla riva opposta del fiume Paglia.

### Clima
Le estati sono generalmente calde mentre gli inverni sono abbastanza rigidi e sovente spirano venti di tramontana che possono perdurare a lungo. Nelle mattinate invernali è facile trovare nebbia anche a causa della vicinanza del fiume Paglia. La neve compare raramente anche se, a volte, in grandi quantità. Le piogge prevalgono in autunno e primavera.

## Storia
Si ipotizza che nell'ambito territoriale dove è situato oggi il paese, esistesse un centro etrusco abitato poi dai Romani, successivamente invaso e distrutto dai Longobardi.

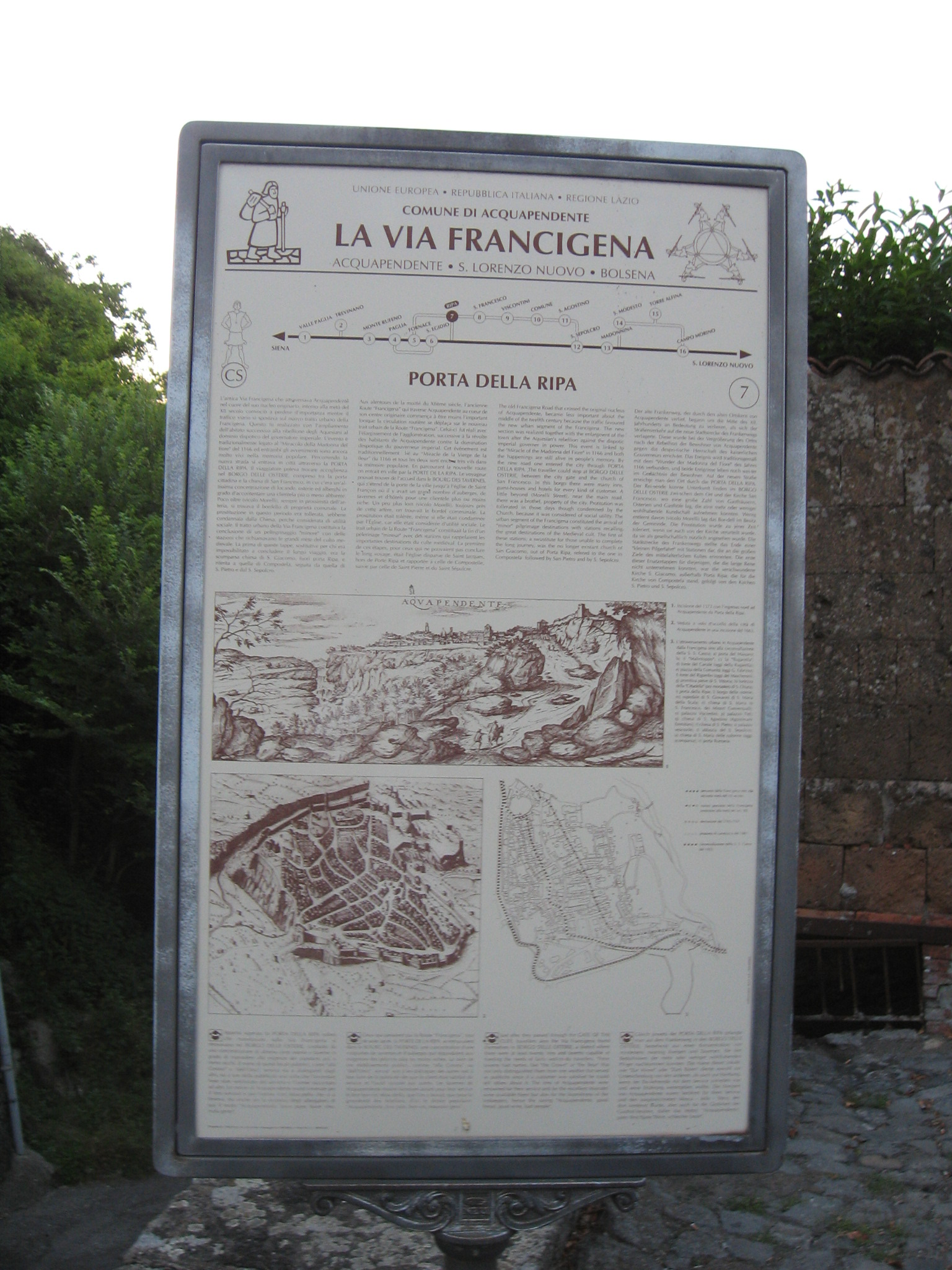
Cartello sulla via Francigena

Da un'analisi su documenti antichi invece sembra più probabile una nascita del nucleo urbano a partire da un borgo formatosi attorno alla pieve di Santa Vittoria, tra il IX e il X secolo, e posta lungo la via Francigena, itinerario che collegava la Francia e più in generale l'Europa centrale con Roma e con i porti d'imbarco per la Terrasanta.
Il piccolo borgo si sviluppò velocemente per la collocazione sull'importante asse di comunicazione e nel 964 ospitò l'imperatore Ottone I il quale risiedette ad Acquapendente per un breve periodo. Con la donazione di tutti i beni di Matilde di Canossa alla Chiesa, Acquapendente entrò a far parte del Patrimonio di San Pietro e venne posta nella diocesi di Orvieto. In questo periodo ci furono le prime guerre tra Orvieto e Acquapendente che non voleva sottostarle, anche perché il borgo aveva ormai raggiunto una certa importanza dovuta alla sua posizione strategica tra Marchesato di Toscana e Stato della Chiesa (Patrimonio di San Pietro).
Per quel che riguarda l'urbanistica del paese intorno al XII secolo, si pensa che questo occupasse le due piccole colline contrapposte e divise dal torrente del Rivo che scorreva nella valle sottostante. Alla destra del corso d'acqua si trovavano l'abbazia del Santo Sepolcro, il castello e, forse, un borgo cresciuto intorno alla chiesa di Santa Maria; alla sinistra si collocava l'abitato che dalla vecchia pieve di Santa Vittoria si era esteso sui colli fino a un poggio, ai piedi del quale vi era la porta che conduceva verso Siena. Da questo accesso aveva origine il tratto urbano della Francigena che, attraverso un tortuoso ingresso, passava per la Rugarella e poi alla vicina fonte del Rigombo, proseguendo diritta verso la porta per Roma.

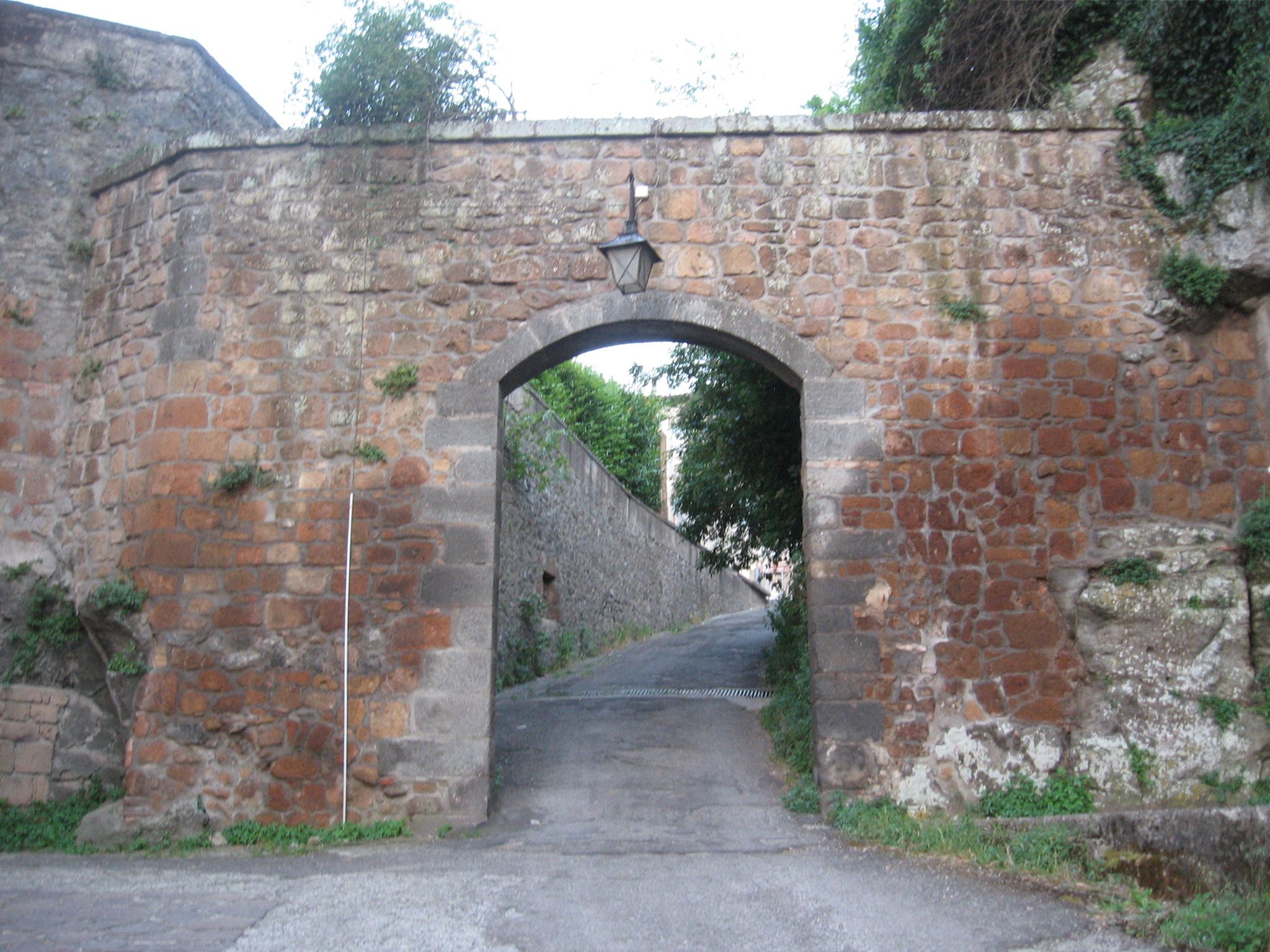
Porta della Ripa

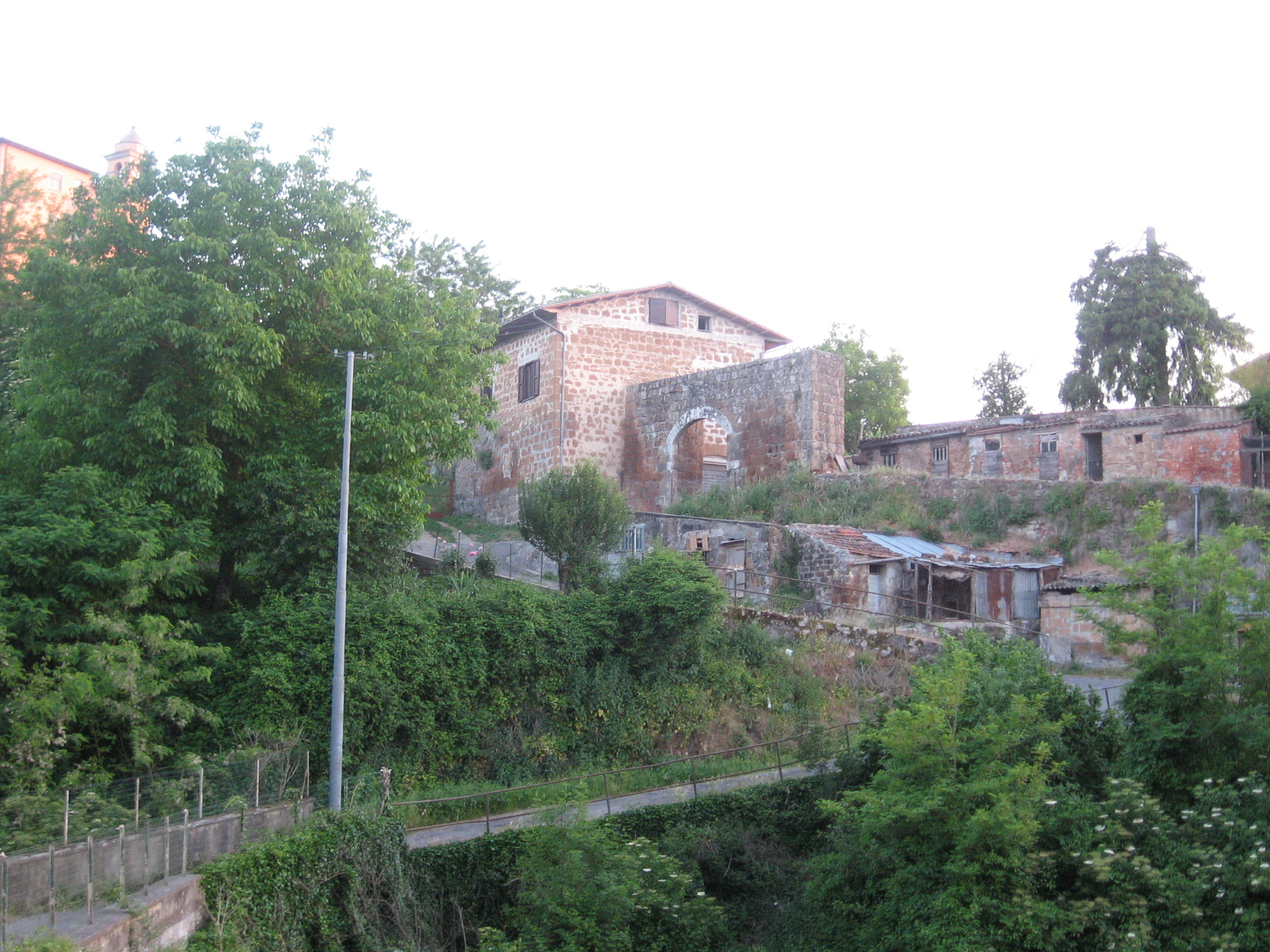
Porta San Leonardo

La tradizione storica riporta un evento molto importante per Acquapendente, probabilmente avvenuto nel periodo delle lotte tra papato e impero; si tratta del "Miracolo della Madonna del Fiore" del 1166, in seguito al quale gli aquesiani si sarebbero ribellati alla dominazione imperiale del Barbarossa. Così distrutto il castello, simbolo e struttura fondamentale del sistema feudale, si cominciò (secondo una testimonianza di Pietro Paolo Biondi) a costruire nella valle soprattutto per i vantaggi della vicinanza al torrente e ai terreni da dissodare. Questo cambiamento portò a una trasformazione perché l'antico tracciato della Francigena cadde in disuso e il nuovo asse viario, più funzionale, entrava da porta della Ripa e usciva da porta Romana, corrispondenti alle due direzioni principali lungo l'asse nord-sud (la via per Siena e quella per Roma).
Nel XIII secolo, Acquapendente si trovava da un lato ad affrontare le continue guerre con Orvieto, e dall'altro dal susseguirsi dei conflitti tra Impero e Papato.
Il XIV secolo è caratterizzato dall'esilio dei papi ad Avignone e da una conseguente confusione per tutte le zone appartenenti allo Stato della Chiesa.
Con il ritorno a Roma del papa, Acquapendente cominciò a riacquistare i propri diritti di autogoverno.
Dopo il 1550 però, la città perderà alcuni privilegi che avevano contraddistinto la sua autonomia nel Quattrocento, ma il fenomeno non riguarderà solo Acquapendente e investirà, in forme e tempi diversi, tutte le comunità del Patrimonio di San Pietro, a causa del rafforzamento del governo centrale. Nonostante ciò tutta la città, sulla scia del periodo favorevole che attraversò tutto lo Stato, prosperò in molti settori. Ad Acquapendente vennero costruiti in questo periodo i più bei palazzi nella piazza e nelle vie principali tra i quali il palazzo Vescovile e palazzo Viscontini.
Il borgo, nel corso della crisi generale dopo il rinascimento, passerà periodi molto difficili, aggravati dall'inizio della guerra di Castro; Acquapendente verrà prima saccheggiata dalle truppe di Odoardo Farnese e successivamente anche dall'esercito del Papa accorso per cacciare gli invasori. Dopo la pace stipulata tra Odoardo Farnese e il papa Urbano VIII, la guerra ricominciò nel 1644 con il nuovo papa Innocenzo X che ordinò l'assedio e la distruzione della città di Castro. A seguito di questo evento la sede vescovile, con bolla del pontefice, fu trasferita ad Acquapendente e la basilica del Santo Sepolcro divenne Cattedrale.

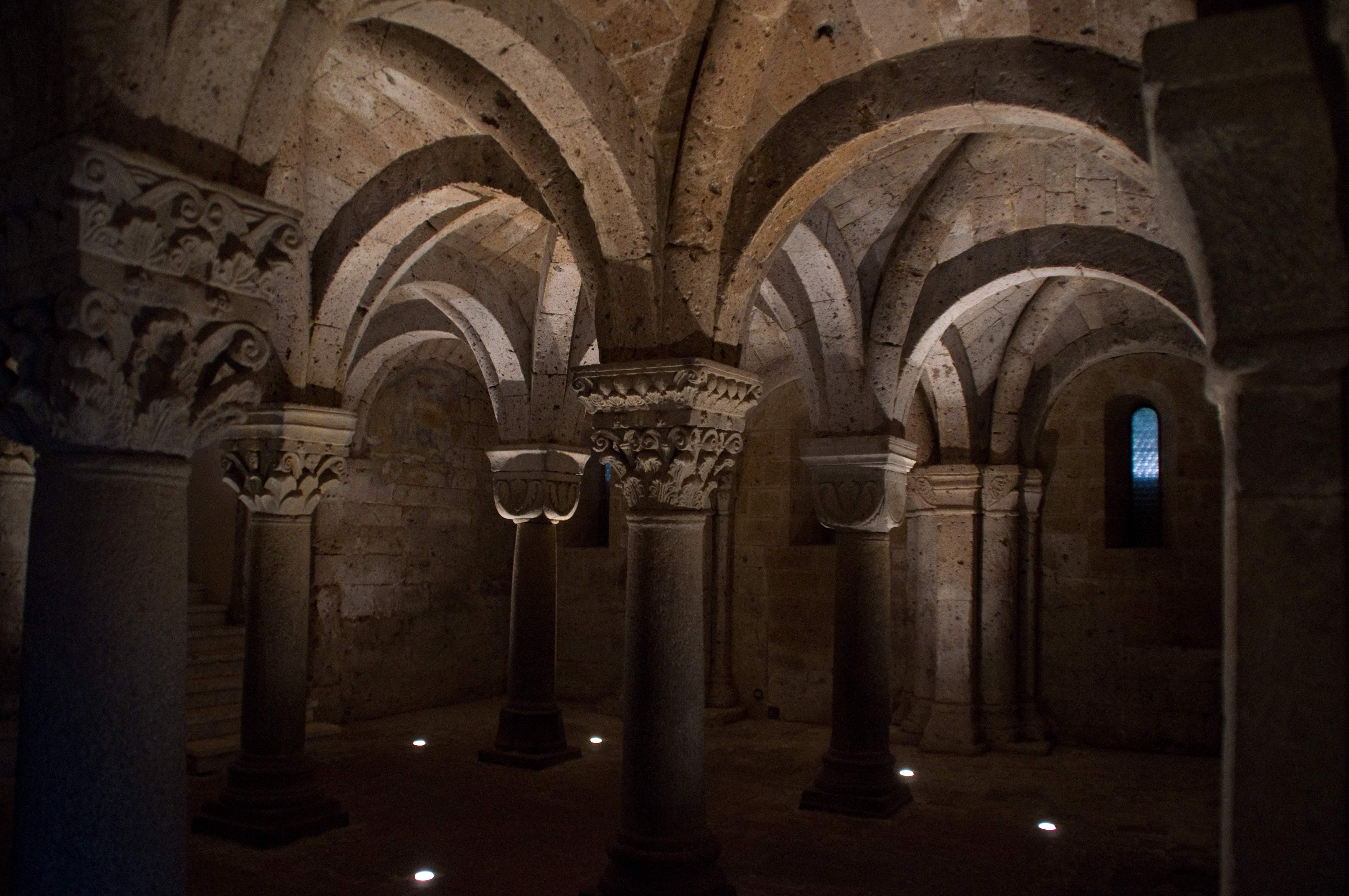
La cripta della basilica del Santo Sepolcro

Negli anni successivi alla rivoluzione francese, Acquapendente fu tra le prime città a instaurare un ordinamento repubblicano autonomamente (e con elezioni libere) che rimarrà in atto fino al 1799 con il termine della Repubblica Romana. Con l'avvento dell'Ottocento, Acquapendente avrà una ripresa economica e culturale, soprattutto dopo l'annessione al Regno d'Italia, con varie costruzioni a carattere pubblico, come con la riedificazione del nuovo palazzo municipale e la costruzione delle carceri mandamentali (1876). A queste seguirono la sistemazione della piazza di S. Agostino, l'allargamento e allineamento della via dei Casalini, il restauro stilistico della Torre dell'Orologio, detta Torre del Barbarossa (Federico Barbarossa), la costruzione delle fonti e dei lavatoi.
Alla fine del secolo il paese era ancora delimitato dalle vecchie mura. Solo dopo il 1927 si incomincerà a fabbricare fuori dalla cinta con l'apertura della nuova strada di circonvallazione, per cui la Cassia passerà a sud-ovest del centro abitato.

### Simboli
Lo stemma è descritto nello statuto comunale:
(Statuto comunale, Art. 16 Stemma e gonfalone storico)
Il gonfalone in uso è un drappo partito d'azzurro e di giallo.

### Onorificenze
Al Comune di Acquapendente è stato conferito il titolo di Città da papa Innocenzo X nel 1649.

## Monumenti e luoghi d'interesse

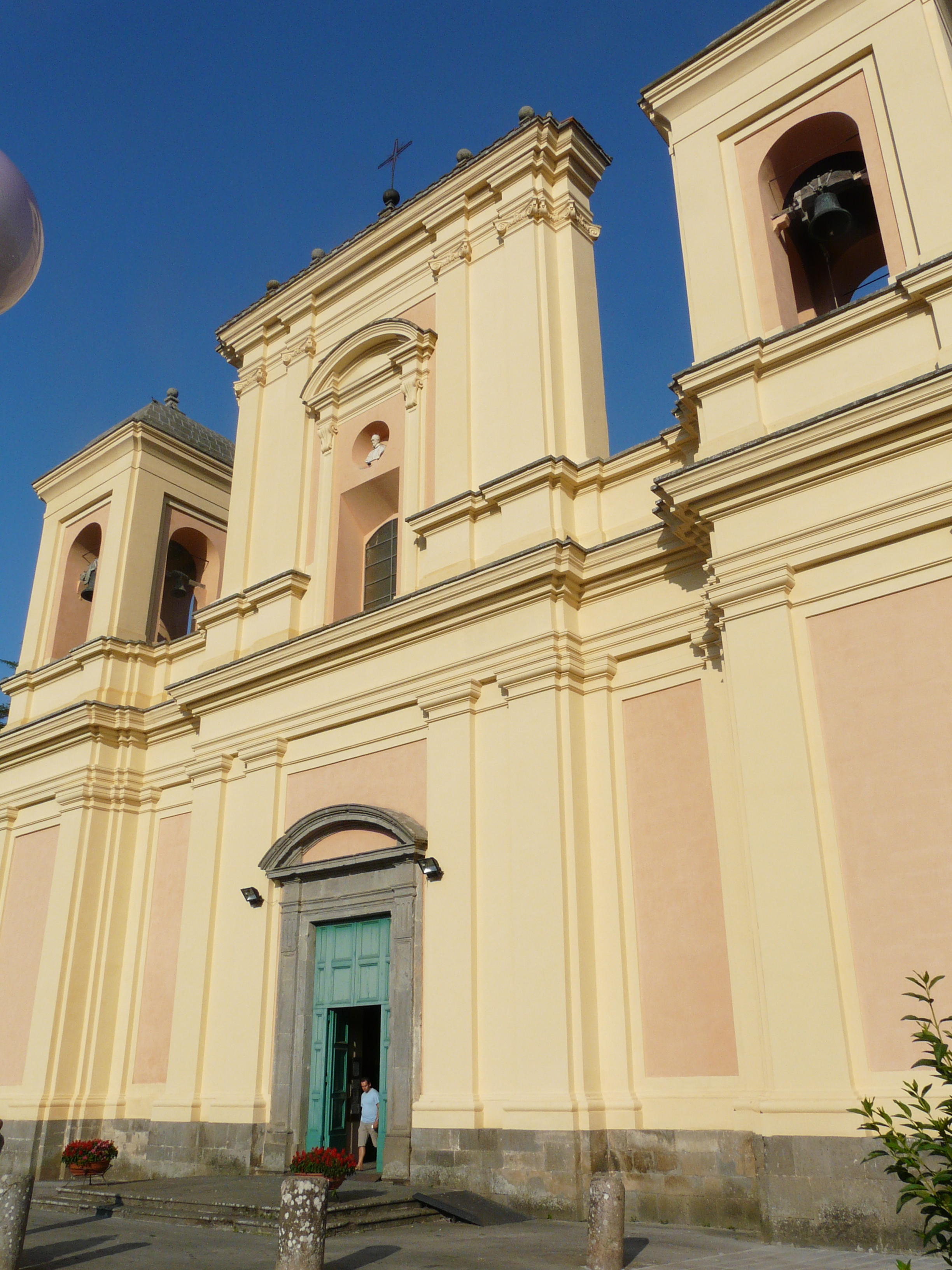
La basilica cattedrale del Santo Sepolcro

### Architetture religiose
La cattedrale è una basilica di stile romanico e appartenente storicamente all'ordine benedettino. È chiamata del Santo Sepolcro perché vi è conservata una pietra macchiata di sangue che si dice provenga dal Santo Sepolcro di Gerusalemme. La reliquia è conservata all'interno di una cripta di stile romanico, una delle più importanti e caratteristiche in Italia per la sua antica origine (X-XI secolo) e le caratteristiche colonne (24) che formano con gli archi un "gioco" di forme particolare. Sono presenti due bassorilievi accreditati ad Agostino di Duccio: L'Angelo e Vittoria di S. Michele sul drago e Tobiolo. Nel periodo medioevale, la basilica era frequentata da pellegrini e da crociati, essendo situata sulla via Francigena diretta a Roma. La cattedrale è stata oggetto nel corso dei secoli di numerosi interventi di abbellimento.
La chiesa di San Francesco è una chiesa precedente alla nascita del santo e a lui dedicata successivamente con l'affidamento nel 1253 ai frati francescani (precedentemente si chiamava chiesa di Santa Maria). La torre campanaria (tre piani) a fianco è di epoca rinascimentale (1506), ma il portale risale all'XI secolo. In origine la chiesa aveva forme gotiche poi fu adattata a canoni barocchi nel 1747.
Al centro della piazza principale è presente una statua, realizzata da Tito Sarrocchi, che raffigura l'anatomista e chirurgo Girolamo Fabrizio, nato proprio nella piccola cittadina e diventato poi famoso a Padova, dove compì gli studi e poi divenne un prestigioso medico, professore e ricercatore italiano.

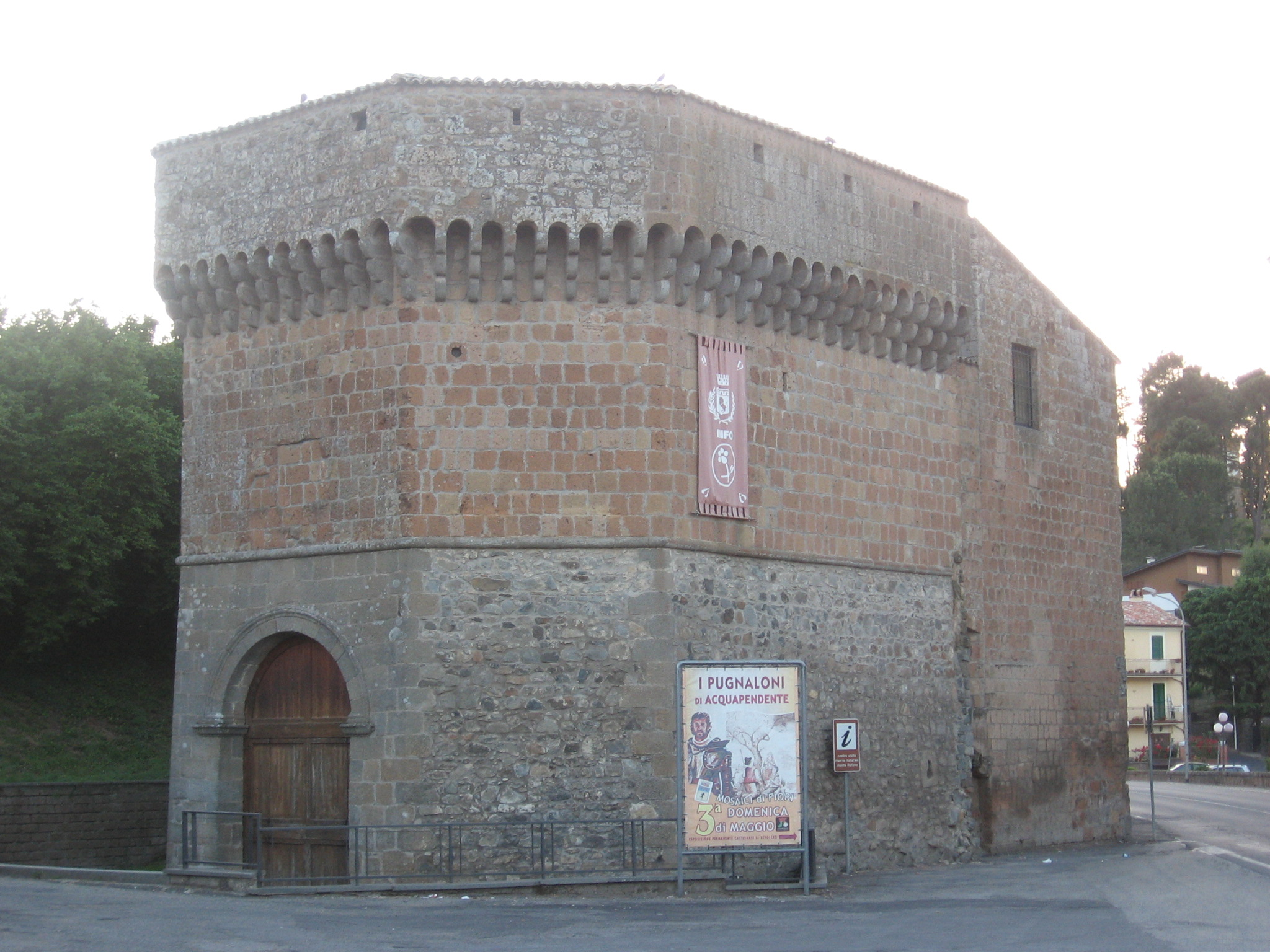
Torre Julia de Jacopo

### Architetture militari
Acquapendente nel Medioevo era circondata da una cinta muraria della quale sfortunatamente non resta molto perché fu distrutta nei momenti di espansione della cittadina, resta comunque una delle torri principali, la torre Julia de Jacopo, recentemente ristrutturata e oggi adibita a centro informativo.
- Castello di Torre Alfina imponente costruzione che domina l'intera frazione.

### Architetture civili

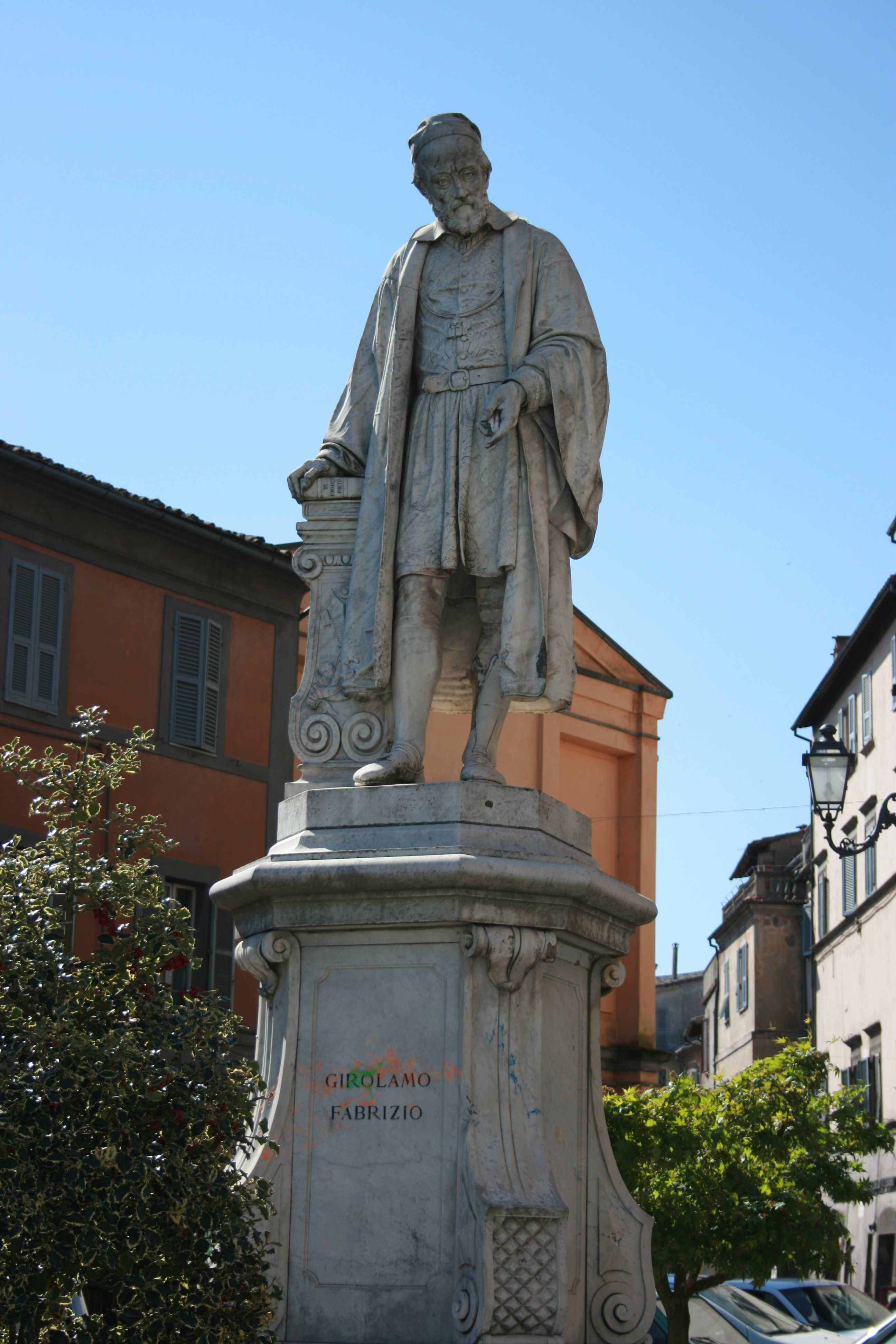
Monumento a Girolamo Fabrizio di Tito Sarrocchi (1888) ad Acquapendente

L'influenza degli artisti toscani è evidente nella decorazione a bugnato di palazzo Viscontini che presenta affreschi e un grande giardino all'interno ma anche inusuali grandi finestre, ed è la massima espressione di architettura rinascimentale aquesiana.

### Aree naturali
Sul territorio del comune di Acquapendente si trova la riserva naturale Monte Rufeno, che si estende per 2 893 ettari in posizione nord-nordest nel territorio aquesiano.
Nella frazione di Torre Alfina, fra i più bei borghi medievali d'Italia, si trova il castello ristrutturato Monaldeschi-Cahen con annesso bosco.

## Società

### Evoluzione demografica
Abitanti censiti

## Cultura

### Istruzione

#### Scuole
Dal 2015 vi è stato una fusione degli istituti scolastici dell'area che hanno portato alla creazione dell'Istituto Omnicomprensivo intitolato a Leonardo da Vinci e che raccoglie tutti i tipi di scuole presenti:
- Scuola dell'infanzia
  - Acquapendente
  - San Lorenzo Nuovo
  - Onano
- Scuola primaria
  - Acquapendente
  - San Lorenzo Nuovo
- Scuola secondaria di I grado
  - Acquapendente
  - San Lorenzo Nuovo
- Scuola secondaria di II grado
  - Istituto Tecnico Chimico di Acquapendente
  - Istituto Tecnico Elettrico di Acquapendente
  - Istituto Professionale Statale di Acquapendente
  - Liceo Scientifico di Acquapendente
- Il paese è provvisto, inoltre, di un Asilo Nido comunale.

#### Musei
Museo di Acquapendente

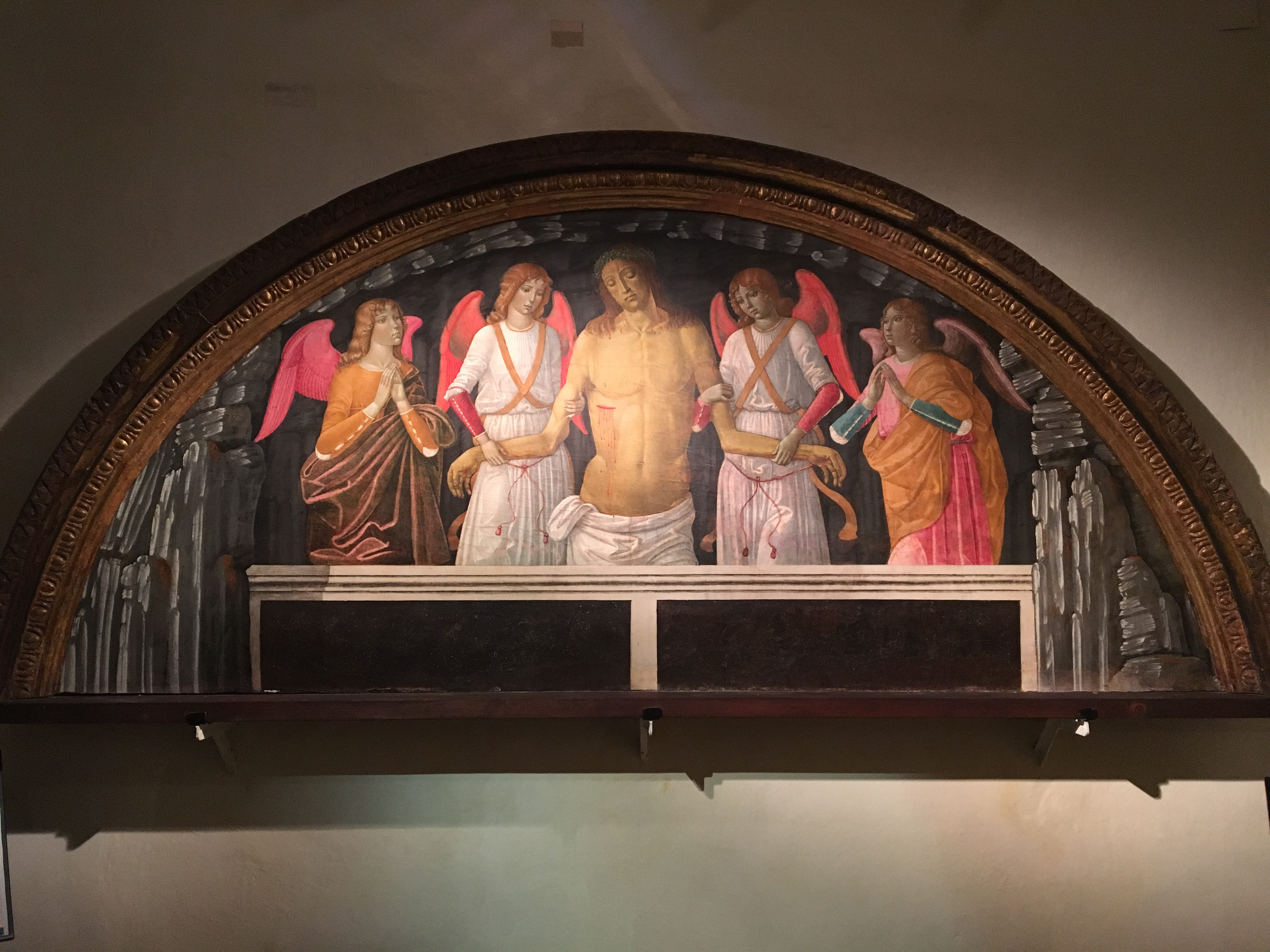
Cristo in Pietà tra angeli di Girolamo di Benvenuto

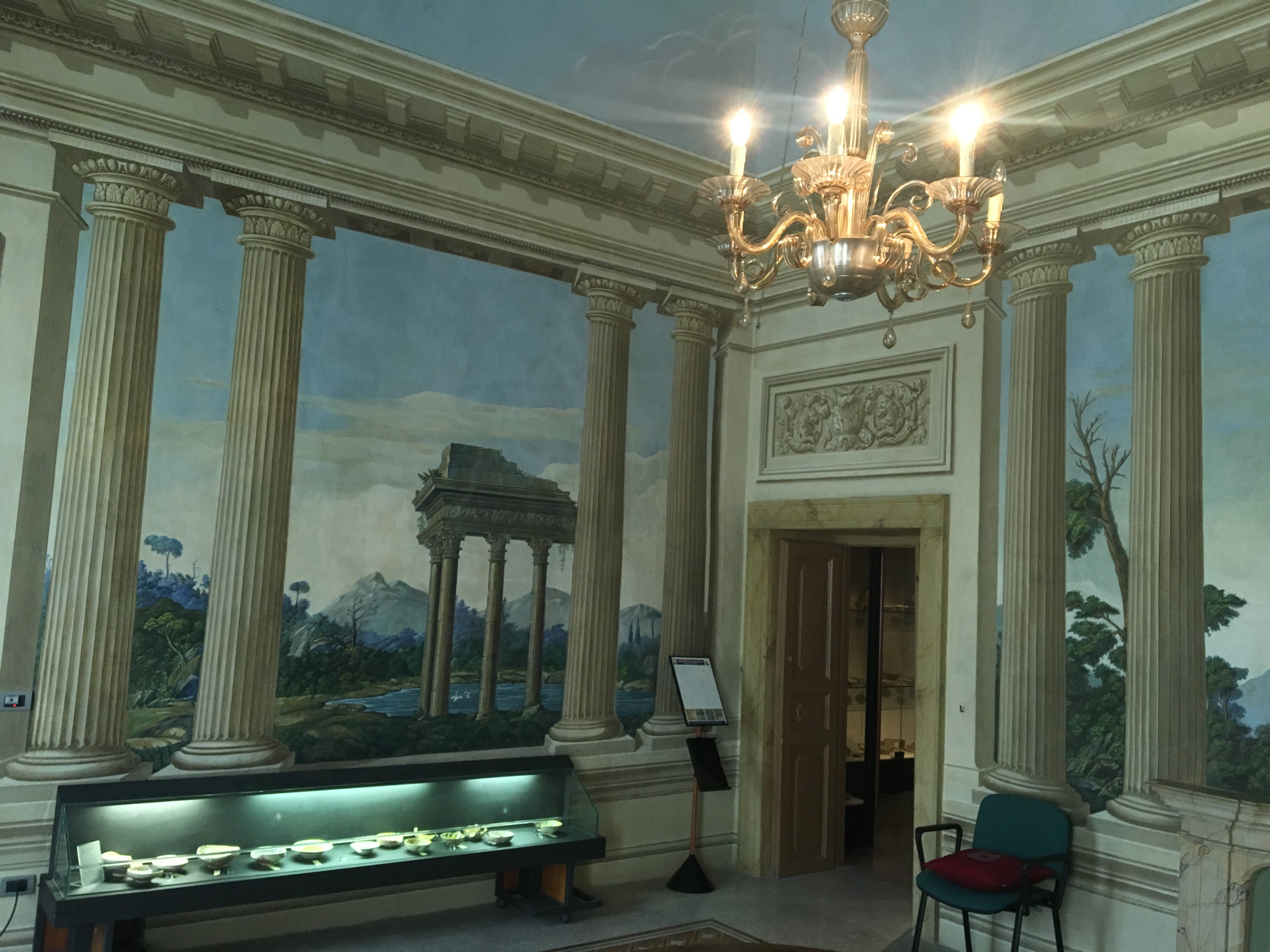
Sala delle Vedute, piano nobile del Palazzo Vescovile

Al centro dell'abitato è collocato, seguendo il tragitto della Francigena il museo della città, articolato in tre sedi (torre Julia de Jacopo con i reperti ceramici arcaici e rinascimentali, chiostro di San Francesco con la Pinacoteca e il palazzo vescovile). Presso il palazzo vescovile si trova una grande sezione (reperti ceramici, dipinti e raccolta demoetnoantropologica) del museo della città di Acquapendente le cui collezioni (diocesana e civica) formano un ricco patrimonio statuario, pittorico e architettonico.
Museo del fiore
In località Casale Giardino, nella frazione di Torre Alfina, si trova il museo del fiore, dedicato alla biodiversità del territorio.
Ecomuseo dell'Alta Tuscia del Paglia
Il museo ha l'obiettivo di valorizzare il territorio che fa parte del bacino del fiume Paglia.

### Teatri

#### Teatro Boni
È un teatro classico all'italiana, che oggi ospita 250 posti a sedere divisi fra platea e 3 ordini di palchetti e che a oggi rappresenta una tradizione antica e ben presente nella vita della comunità.
Le origini risalgono al 1802 quando importanti famiglie del paese fecero costruire, sul preesistente Teatro dei Granai al numero 9 di piazza Regina Margherita, una struttura denominata Teatro dell’Orto, denominazione dovuta alla localizzazione di un orto di proprietà del convento di Sant’Agostino nella piazza antistante. Nel 1869 il teatro viene dichiarato inagibile e rimane inattivo fino al 1895, quando il nuovo proprietario Tommaso Boni, decide di ripristinarlo prevedendone una ricostruzione quasi totale. Dalla sua riapertura nel 1897 (che avvenne con “La favorita” di Gaetano Donizetti) il teatro rimase in attività fino alla metà degli anni ’80, per poi rimanere inattivo fino al 2005, quando l'acquisto e il successivo restauro da parte del comune lo ha riportato in vita. Quest’ultima opera di ristrutturazione ne ha mantenuto le caratteristiche ottocentesche, andando nel contempo incontro alle moderne esigenze di spettacolo e sicurezza fondamentali per la diffusione di questa particolare forma d’arte. Dalla riapertura il teatro viene gestito dall’associazione Te.Bo. la quale vi organizza stagioni teatrali e altre iniziative culturali legate allo spettacolo dal vivo. La struttura ospita anche un Caffè del teatro aperto solo in occasione degli spettacoli e all’interno del quale è possibile programmare incontri culturali o consultare libri e materiale multimediale relativi alle attività svolte e alle molteplici forme dello spettacolo dal vivo.

#### Anfiteatro Cordeschi
Si trova lungo la strada provinciale che da Acquapendente porta a Onano e anche questa struttura è gestita dall'Associazione Te.Bo. Fu inaugurato nel 1938 per merito della famiglia Cordeschi che ne volle la costruzione, per soddisfare a quei tempi le esigenze delle nuove generazioni che chiedevano spazi più ampi e adeguati per gli spettacoli.
La struttura è estremamente caratteristica e ricorda, per forma e dimensioni, alcuni dei più famosi Teatri Elisabettiani, come il Globe Theatre di Londra o i classici Corral de comedias spagnoli. L’Anfiteatro è stato recentemente oggetto di importanti lavori di manutenzione straordinaria e messa a norma della struttura: è stato inaugurato nuovamente a luglio 2009 dopo circa 3 anni di interventi. L’opera di ristrutturazione ha fatto sì che conservasse la semplicità originale, sia dal punto di vista architettonico sia dei materiali utilizzati, con un occhio di riguardo naturalmente alle nuove forme di risparmio energetico e tutela dell’ambiente. È per vocazione un Teatro che ospita rassegne ed eventi nella stagione estiva.

### Eventi

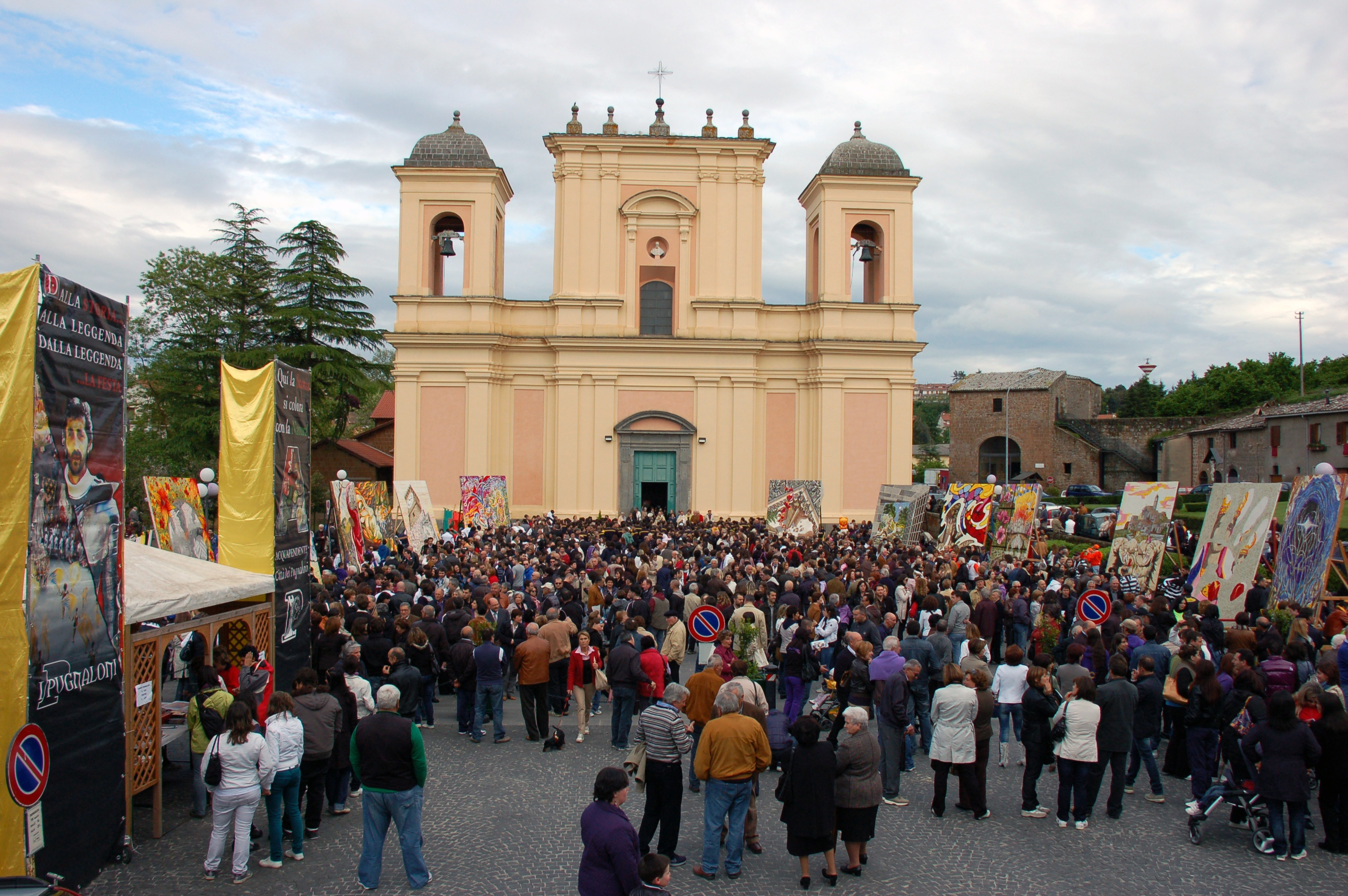
Pugnaloni esposti in Piazza del Duomo

- Festa dei Pugnaloni (terza domenica di maggio). È una delle più antiche celebrazioni folcloristiche della Tuscia e in origine era anche chiamata festa di Mezzomaggio. Si svolge  per celebrare la Festa della Madonna del Fiore e raccoglie diversi eventi, tra cui fiere e mercati: il cuore della festa è rappresentato dalla sfilata dei cosiddetti Pugnaloni. I Pugnaloni di Acquapendente sono mosaici realizzati con fiori e foglie, composti su pannelli in legno di 2,6 per 3,6 metri. Le foglie vengono tagliate ad arte ed incollate sul pannello disegnato, in modo da colorare il fondo l'opera; su di esse vengono poi applicati i fiori, disposti la notte prima della sfilata.

## Geografia antropica

### Frazioni
Torre Alfina
Situata al margine settentrionale dell'altopiano dell'Alfina, a circa 9 km di distanza da Acquapendente, ha una popolazione di circa 290 abitanti ed è inserita tra i borghi più belli d'Italia.
Trevinano
Il paese si trova lungo la strada provinciale che da Acquapendente porta a San Casciano dei Bagni, in Provincia di Siena. È molto vicino ai confini fra Lazio e Toscana, e al Lago di San Casciano. A est del paese si trova la Riserva naturale Monte Rufeno e scorre il piccolo torrente Rio Tirolle.

## Economia
Di seguito la tabella storica elaborata dall'Istat a tema Unità locali, intesa come numero di imprese attive, ed addetti, intesi come numero addetti delle unità locali delle imprese attive (valori medi annui).
|               | 2015                  |                              |                            |                |                       |                     | 2014                  |                | 2013                  |                |
| ------------- | --------------------- | ---------------------------- | -------------------------- | -------------- | --------------------- | ------------------- | --------------------- | -------------- | --------------------- | -------------- |
|               | Numero imprese attive | % Provinciale Imprese attive | % Regionale Imprese attive | Numero addetti | % Provinciale Addetti | % Regionale Addetti | Numero imprese attive | Numero addetti | Numero imprese attive | Numero addetti |
| Acquapendente | 548                   | 2,35%                        | 0,12%                      | 1.513          | 2,55%                 | 0,1%                | 557                   | 1.492          | 553                   | 1.531          |
| Viterbo       | 23.371                |                              | 5,13%                      | 59.399         |                       | 3,86%               | 23.658                | 59.741         | 24.131                | 61.493         |
| Lazio         | 455.591               |                              |                            | 1.539.359      |                       |                     | 457.686               | 1.510.459      | 464.094               | 1.525.471      |

Nel 2015 le 549 imprese operanti nel territorio comunale, che rappresentavano il 2,35% del totale provinciale (23.371 imprese attive), hanno occupato 1.513 addetti, il 2,55% del dato provinciale (59.399 addetti); in media, ogni impresa nel 2015 ha occupato poco meno di tre persone (2,76).

### Artigianato
Tra le attività economiche più tradizionali, diffuse e rinomate vi sono quelle artigianali, come l'arte della ceramica e della terracotta.

## Infrastrutture e trasporti

### Strade
Acquapendente è attraversata dalla via Cassia. Inoltre, tramite la Strada Provinciale 49 Onanese, è collegata a Onano, e tramite la strada provinciale 124 Torretta a Grotte di Castro.

## Amministrazione

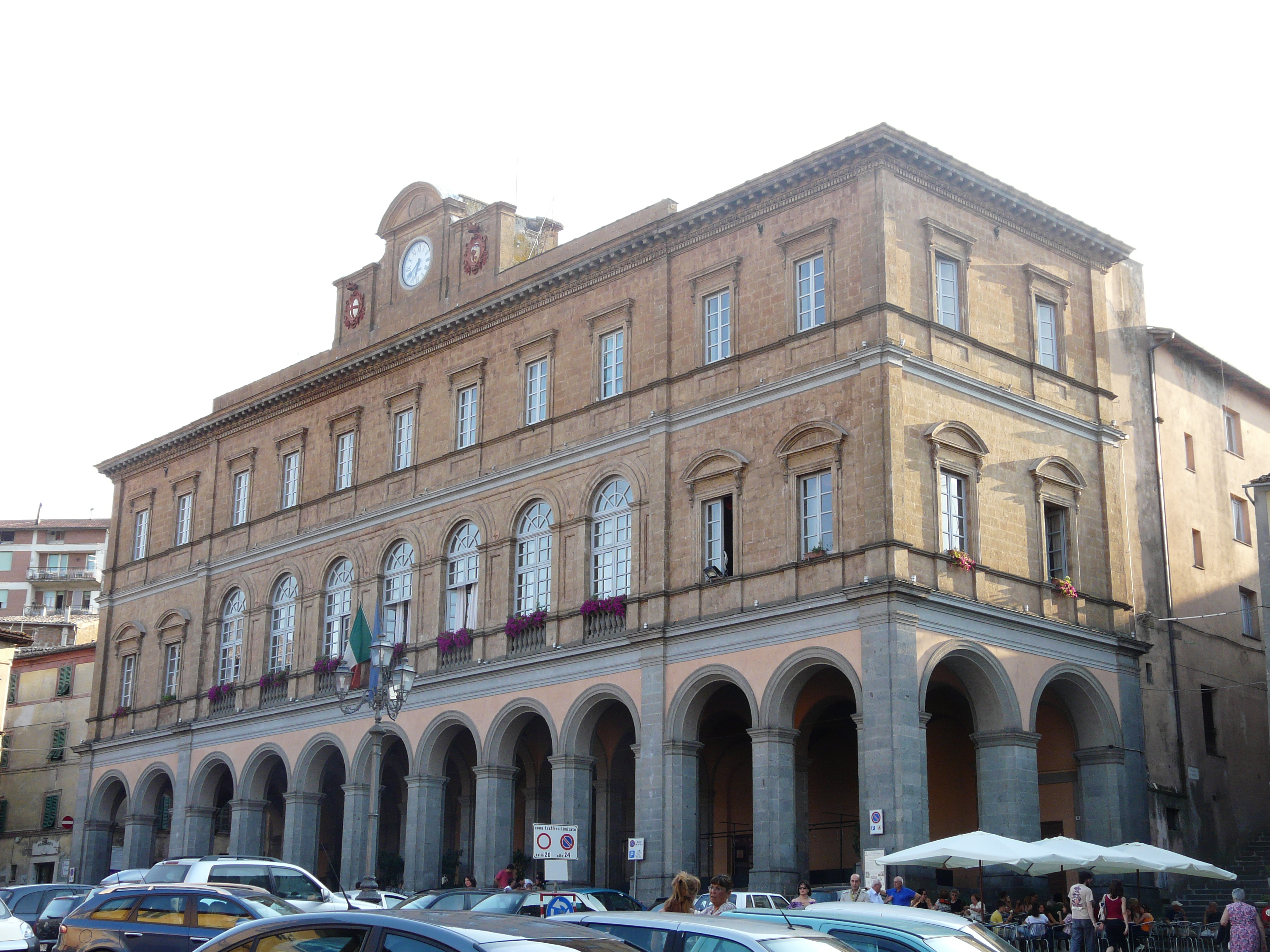
Municipio di Acquapendente

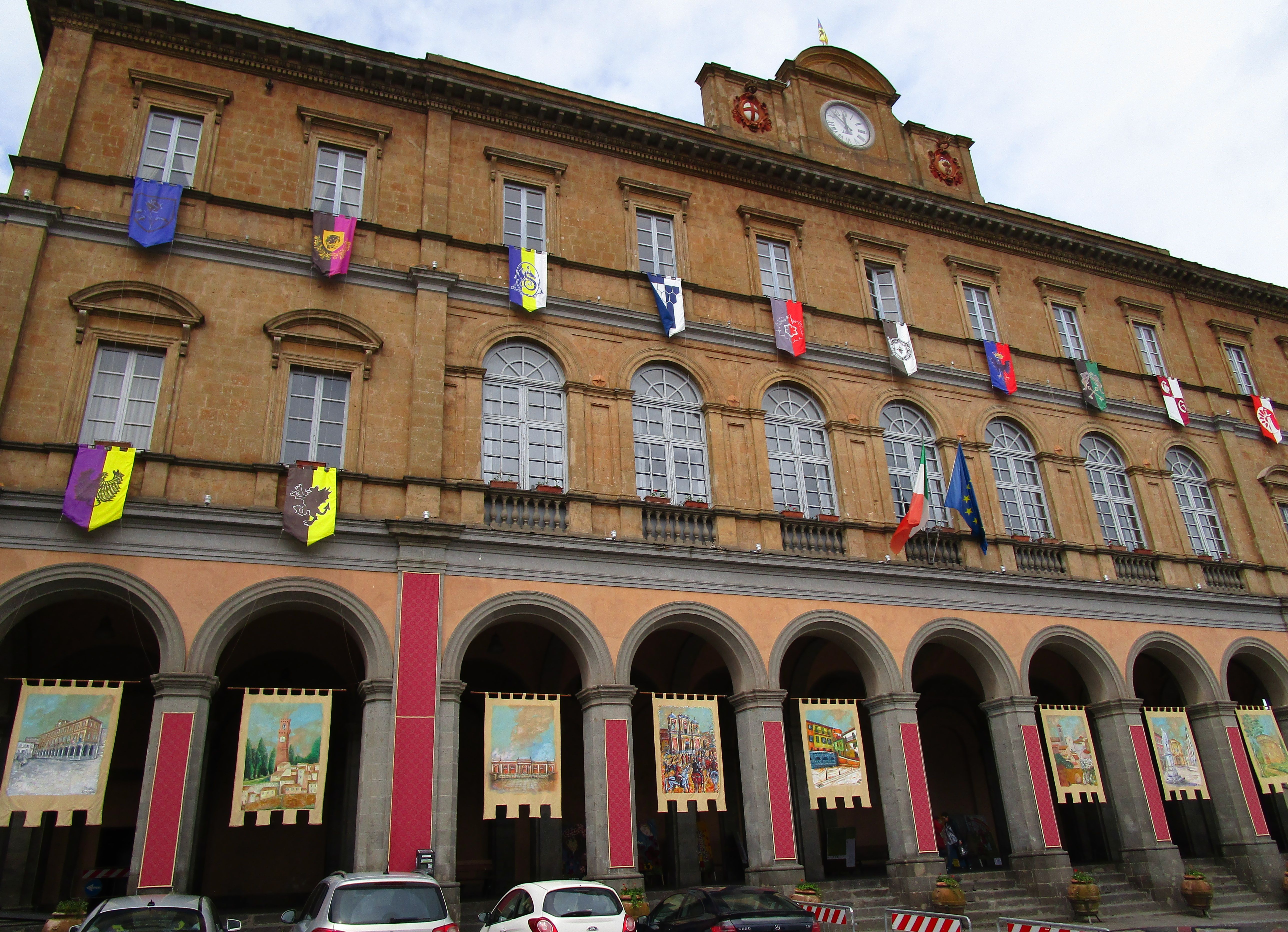
Municipio: contrade, maggio 2018

Nel 1927, a seguito del riordino delle circoscrizioni provinciali stabilito dal regio decreto n. 1 del 2 gennaio 1927, per volontà del governo fascista, quando venne istituita la provincia di Viterbo, Acquapendente passò dalla provincia di Roma a quella di Viterbo.

### Sindaci
| Periodo          | Periodo        | Primo cittadino    | Partito                    | Carica  | Note |
| ---------------- | -------------- | ------------------ | -------------------------- | ------- | ---- |
| 6 settembre 1988 | 6 giugno 1993  | Ugo Nardini        | Partito Comunista Italiano | Sindaco |      |
| 6 giugno 1993    | 27 aprile 1997 | Annamaria Meaccini | PDS                        | Sindaco |      |
| 27 aprile 1997   | 28 maggio 2006 | Tolmino Piazzai    | DS                         | Sindaco |      |
| 29 maggio 2006   | 5 giugno 2016  | Alberto Bambini    | Partito Democratico        | Sindaco |      |
| 5 giugno 2016    | 4 ottobre 2021 | Angelo Ghinassi    | Partito Democratico        | Sindaco |      |
| 5 ottobre 2021   | in carica      | Alessandra Terrosi | Partito Democratico        | Sindaco |      |

### Gemellaggi
- Vinje[12]

### Altre informazioni amministrative
Fa parte della Comunità Montana Alta Tuscia Laziale.

## Sport

### Calcio
- A.S.D. Vigor Acquapendente, Seconda Categoria Laziale Girone A
- A.S.D. Virtus Acquapendente, Seconda Categoria Laziale Girone A

### Calcio a 5
Dal 2015 è stata istituita l'OlimpiAquesio, la prima squadra di calcio a 5 femminile composta per lo più da cittadine aquesiane.

### Impianti sportivi

#### Stadio Dario Dante Vitali
Nel 1956 è stato costruito lo stadio intitolato oggi a Dario Dante Vitali, il sindaco di Acquapendente che tanto si impegnò per la costruzione dello stesso.
Il campo, con manto in erba, ha una capacità di 3.000 persone, sebbene durante un concerto di Claudio Villa negli anni 70, venisse registrata una affluenza massima di 6.000 persone.
Lo stadio, negli anni 60 e 70, ha ospitato i ritiri estivi di squadre di Serie A come Fiorentina, Cagliari, Bologna, Lazio, Spal, Perugia e Catania.
La pista dei cavalli intorno al campo da gioco, ha ospitato fino a 20 anni fa importanti raduni ippici di corse al galoppo dove le monte venivano effettuate dai fantini del Palio di Siena.
La struttura oggi ospita le partite casalinghe delle due società calcistiche della cittadina e i tradizionali fuochi di "Sant'Ermete" nonché numerose altre manifestazioni sportive.
Nel corso degli anni lo Stadio ha ospitato diversi concerti fra cui quelli di Claudio Villa, Pooh, Premiata Forneria Marconi, Toto Cutugno, I Vianella, I Nomadi.

#### Campo Boario
Oltre allo stadio Dante Vitali, il comune dispone di un altro terreno di gioco in erba sintetica denominato "Campo Boario" che prevede circa 100 posti in una piccola tribuna scoperta.

#### Palazzetto dello Sport
Negli anni 80 incominciò la costruzione del Palazzetto dello Sport che si completò poi negli anni 2000 dopo molte problematiche amministrative. Attualmente il palazzetto dispone di circa 800 posti seduti sulle due tribune, 4 spogliatoi e viene utilizzato per la pratica di pattinaggio a rotelle, calcio a 5, pallacanestro, pallavolo, tennis.

#### Centro Sportivo
Il Tennis Club Acquapendente, situato sempre nell'area del Palazzetto e del Campo Boario, dispone di diversi campi da tennis in terra battuta sia all'aperto sia al coperto e ospita ogni anno i campionati nazionali di tennis.